# Rhagium (rod)
Rhagium je rod tesaříka z podčeledi Lepturinae (Lepturinae), čeledi tesaříkovití (Cerambycidae).

## Taxonomie
- Podrod: Hagrium Villiers, 1978
  - druh: Rhagium bifasciatum Fabricius, 1775
- Podrod: Megarhagium Reitter, 1913
  - druh: Rhagium caucasicum Reitter, 1889
  - druh: Rhagium elmaliense Schmid, 1999
  - druh: Rhagium fasciculatum Faldermann, 1837
  - druh: Rhagium iranum Heller, 1924
  - druh: Rhagium mordax (DeGeer, 1775)
  - druh: Rhagium phrygium Daniel, 1906
  - druh: Rhagium pygmaeum Ganglbauer, 1881
  - druh: Rhagium sycophanta (Schrank, 1781)
  - druh: Rhagium syriacum Pic, 1892
- Podrod: Rhagium Fabricius, 1775
  - druh: Rhagium americanum Podany, 1964
  - druh: Rhagium canadense Podany, 1964
  - druh: Rhagium cariniventre Casey, 1913
  - druh: Rhagium femorale Ohbayashi, 1994
  - druh: Rhagium heyrovskyi Podaný, 1964
  - druh: Rhagium inquisitor (Linnaeus, 1758)
  - druh: Rhagium japonicum Bates, 1884
  - druh: Rhagium lineatum (Olivier, 1795)
  - druh: Rhagium mexicanum Casey, 1913
  - druh: Rhagium montanum Casey, 1913
  - druh: Rhagium morrisonense Kano, 1933
  - druh: Rhagium pseudojaponicum Podaný, 1964
  - druh: Rhagium quadricostatus Podany, 1964
  - druh: Rhagium quinghaiensis Chen & Chiang, 2000